# Фалмут (Вирџинија)
Фалмут (енгл. Falmouth) насељено је место без административног статуса у америчкој савезној држави Вирџинија.

## Демографија
По попису из 2010. године број становника је 4.274, што је 650 (17,9%) становника више него 2000. године.
| Група             | 2000.         | 2010.         |
| Белци             | 3.188 (88,0%) | 3.102 (72,6%) |
| Афроамериканци    | 234 (6,5%)    | 623 (14,6%)   |
| Азијати           | 39 (1,1%)     | 84 (2,0%)     |
| Хиспаноамериканци | 78 (2,2%)     | 309 (7,2%)    |
| Укупно            | 3.624         | 4.274         |